# Edward Fitzalan-Howard, I barone Howard di Glossop
Edward FitzAlan-Howard, I barone Howard di Glossop (20 giugno 1818 – 1º dicembre 1883), fu un nobile e politico liberale britannico.
Conosciuto col nome di Lord Edward Howard tra il 1842 ed il 1869, prestò servizio come Vice-Chamberlain of the Household sotto il governo di Lord John Russell dal 1846 al 1852.

## Biografia

### Infanzia ed educazione
Era figlio di Henry Howard, XIII duca di Norfolk e Charlotte Sophia Leveson-Gower, figlia di George Leveson-Gower, I duca di Sutherland.
Venne educato al Trinity College a Cambridge.

### Primo matrimonio
Lord Howard di Glossop sposò Augusta Talbot, figlia di George Henry Talbot, nel 1851. La coppia ebbe due maschi e cinque femmine.

### Carriera politica
Nel 1846 Howard entrò a far parte del consiglio privato del re e venne nominato Vice-Chamberlain of the Household durante il primo governo di John Russell,[4] nonostante non avesse posto nel Parlamento.
Due anni dopo entrò a far parte del parlamento come rappresentante del collegio di Horsham. Rimase Vice-Chamberlain of the Household fino alla caduta del secondo governo di Russell nel 1852.
Lo stesso anno sedette di nuovo in parlamento come rappresentante dell'collegio di Arundel, posto che mantenne fino al 1868.

### Barone Howard di Glossop
Nel 1869 divenne Barone Howard di Glossop, nella contea di Derby.
Lord Howard di Glossop fu anche vice Conte maresciallo di Inghilterra dal 1860 al 1868 durante la minore età del nipote Henry Fitzalan-Howard, XV duca di Norfolk.

### Secondo matrimonio
Lord Howard di Glossop sposò la seconda moglie Winifred Mary De Lisle, figlia di Ambrose Lisle March Phillipps de Lisle, nel 1863. Non ebbero figli.

### Morte
Morì nel dicembre del 1883 all'età di 65 anni e gli succedette l'unico figlio sopravvissuto Francis. Lady Howard di morì nel dicembre del 1909.

## Discendenza
Lord Henry Howard e Augusta Talbot ebbero due maschi e cinque femmine:
- Angela Mary Charlotte Fitzalan-Howard (?-1º marzo 1919), sposò Marmaduke Constable-Maxwell, undicesimo Lord Herries di Terregles;
- Alice Elizabeth Fitzalan-Howard (?-10 maggio 1915), sposò Charles Rawdon-Hastings, XI conte di Loudoun;
- Constance Mary Germana Fitzalan-Howard (?-30 gennaio 1933), sposò il colonnello Charles Lennox Tredcroft;
- Winifrede Mary Fitzalan-Howard (?-26 gennaio 1937), sposò William W. Middleton;
- Charles Bernard Talbot Fitzalan-Howard (3 giugno 1852–8 luglio 1861);
- Gwendolen Mary Anne Fitzalan-Howard (21 febbraio 1854–15 gennaio 1932), sposò John Crichton-Stuart, III marchese di Bute;
- Francis Edward Fitzalan-Howard, II barone Howard di Glossop (9 maggio 1859 – 1924);
- Augusta (?-luglio 1862).

## Ascendenza
|                                                    |                                                 |                                           | Genitori                                 |  |  | Nonni |  |  | Bisnonni     |  |  | Trisnonni      |  |
|                                                    |                                                 |                                           |                                          |  |  |       |  |  | Henry Howard |  |  | Bernard Howard |  |
|                                                    |                                                 |                                           |                                          |  |  |       |  |  | Henry Howard |  |  | Bernard Howard |  |
|                                                    |                                                 | Anne Roper                                |                                          |  |  |       |  |  | Henry Howard |  |  |                |  |
| Bernard Howard, XII duca di Norfolk                |                                                 |                                           |                                          |  |  |       |  |  | Henry Howard |  |  |                |  |
|                                                    |                                                 | Juliana Molyneux                          | William Molyneux, VI baronetto           |  |  |       |  |  |              |  |  |                |  |
|                                                    |                                                 | Juliana Molyneux                          | William Molyneux, VI baronetto           |  |  |       |  |  |              |  |  |                |  |
|                                                    |                                                 | Juliana Molyneux                          | Anne Challand                            |  |  |       |  |  |              |  |  |                |  |
| Henry Howard, XIII duca di Norfolk                 |                                                 | Juliana Molyneux                          |                                          |  |  |       |  |  |              |  |  |                |  |
|                                                    |                                                 | Henry Belasyse, II conte di Fauconberg    | Thomas Belasyse, I conte di Fauconberg   |  |  |       |  |  |              |  |  |                |  |
|                                                    |                                                 | Henry Belasyse, II conte di Fauconberg    | Thomas Belasyse, I conte di Fauconberg   |  |  |       |  |  |              |  |  |                |  |
|                                                    |                                                 | Henry Belasyse, II conte di Fauconberg    | Catherine Betham                         |  |  |       |  |  |              |  |  |                |  |
| Elizabeth Belasyse                                 |                                                 | Henry Belasyse, II conte di Fauconberg    |                                          |  |  |       |  |  |              |  |  |                |  |
|                                                    |                                                 | Charlotte Lamb                            | Matthew Lamb, I baronetto                |  |  |       |  |  |              |  |  |                |  |
|                                                    |                                                 | Charlotte Lamb                            | Matthew Lamb, I baronetto                |  |  |       |  |  |              |  |  |                |  |
|                                                    |                                                 | Charlotte Lamb                            | Charlotte Coke                           |  |  |       |  |  |              |  |  |                |  |
| Edward Fitzalan-Howard, I barone Howard di Glossop |                                                 | Charlotte Lamb                            |                                          |  |  |       |  |  |              |  |  |                |  |
|                                                    | Granville Leveson-Gower, I marchese di Stafford | John Leveson-Gower, I conte Gower         |                                          |  |  |       |  |  |              |  |  |                |  |
|                                                    | Granville Leveson-Gower, I marchese di Stafford | John Leveson-Gower, I conte Gower         |                                          |  |  |       |  |  |              |  |  |                |  |
|                                                    | Granville Leveson-Gower, I marchese di Stafford | Evelyn Pierrepont                         |                                          |  |  |       |  |  |              |  |  |                |  |
| George Leveson-Gower, I duca di Sutherland         | Granville Leveson-Gower, I marchese di Stafford |                                           |                                          |  |  |       |  |  |              |  |  |                |  |
|                                                    |                                                 | Louisa Scroop                             | Egerton Scroop, I duca di Bridgewater    |  |  |       |  |  |              |  |  |                |  |
|                                                    |                                                 | Louisa Scroop                             | Egerton Scroop, I duca di Bridgewater    |  |  |       |  |  |              |  |  |                |  |
|                                                    |                                                 | Louisa Scroop                             | Rachael Russell                          |  |  |       |  |  |              |  |  |                |  |
| Charlotte Sophia Leveson-Gower                     |                                                 | Louisa Scroop                             |                                          |  |  |       |  |  |              |  |  |                |  |
|                                                    |                                                 | William Gordon, XVIII conte di Sutherland | William Gordon, XVII conte di Sutherland |  |  |       |  |  |              |  |  |                |  |
|                                                    |                                                 | William Gordon, XVIII conte di Sutherland | William Gordon, XVII conte di Sutherland |  |  |       |  |  |              |  |  |                |  |
|                                                    |                                                 | William Gordon, XVIII conte di Sutherland | Elizabeth Wemyss                         |  |  |       |  |  |              |  |  |                |  |
| Elizabeth Sutherland, XIX contessa di Sutherland   |                                                 | William Gordon, XVIII conte di Sutherland |                                          |  |  |       |  |  |              |  |  |                |  |
|                                                    |                                                 | Mary Maxwell                              | William Maxwell                          |  |  |       |  |  |              |  |  |                |  |
|                                                    |                                                 | Mary Maxwell                              | William Maxwell                          |  |  |       |  |  |              |  |  |                |  |
|                                                    |                                                 | Mary Maxwell                              | Elizabeth Hairstares                     |  |  |       |  |  |              |  |  |                |  |
|                                                    |                                                 | Mary Maxwell                              |                                          |  |  |       |  |  |              |  |  |                |  |